# Gyula Nagy
Gyula Nagy, též Julius Nagy (22. září 1875 – 12. května 1925), byl československý politik maďarské národnosti a poslanec Národního shromáždění republiky Československé za Maďarsko-německou sociálně demokratickou stranu, později za Komunistickou stranu Československa.

## Biografie
V parlamentních volbách v roce 1920 získal mandát v Národním shromáždění. Do sněmovny byl zvolen za maďarsko-německé sociální demokraty. Tato kandidátní listina získala čtyři mandáty v sněmovně, z toho dva pro maďarské sociální demokraty (kromě Nagyho ještě József Földessy). V průběhu volebního období přešel Nagy do nově zřízené KSČ. V roce 1924 ovšem bylo zrušeno ověření jeho volby a on ztratil mandát. Místo něj do parlamentu nastoupil jako náhradník Vince Mikle.
Podle údajů k roku 1920 byl profesí kotlářem v Bratislavě.